# Афарська мова
Афарська чи данакільська мова — кушитська мова з сімейства афразійських мов, якою говорить народ афарів в Ефіопії, Еритреї і Джибуті. Загальне число її носіїв становить 2,0 мільйони людей.
У афарській мові в реченнях як правило існує порядок підмет-додаток-присудок. Рівень грамотності носіїв афарської мови дуже низький, він становить усього один відсоток. Близькою мовою є Сахо.

## Писемність
Писемність афарської мови заснована на латинській абетці. Також використовується ефіопське письмо; раніше було у вжитку арабське.